# Solar dos Malafaias (Santa Cruz da Trapa)

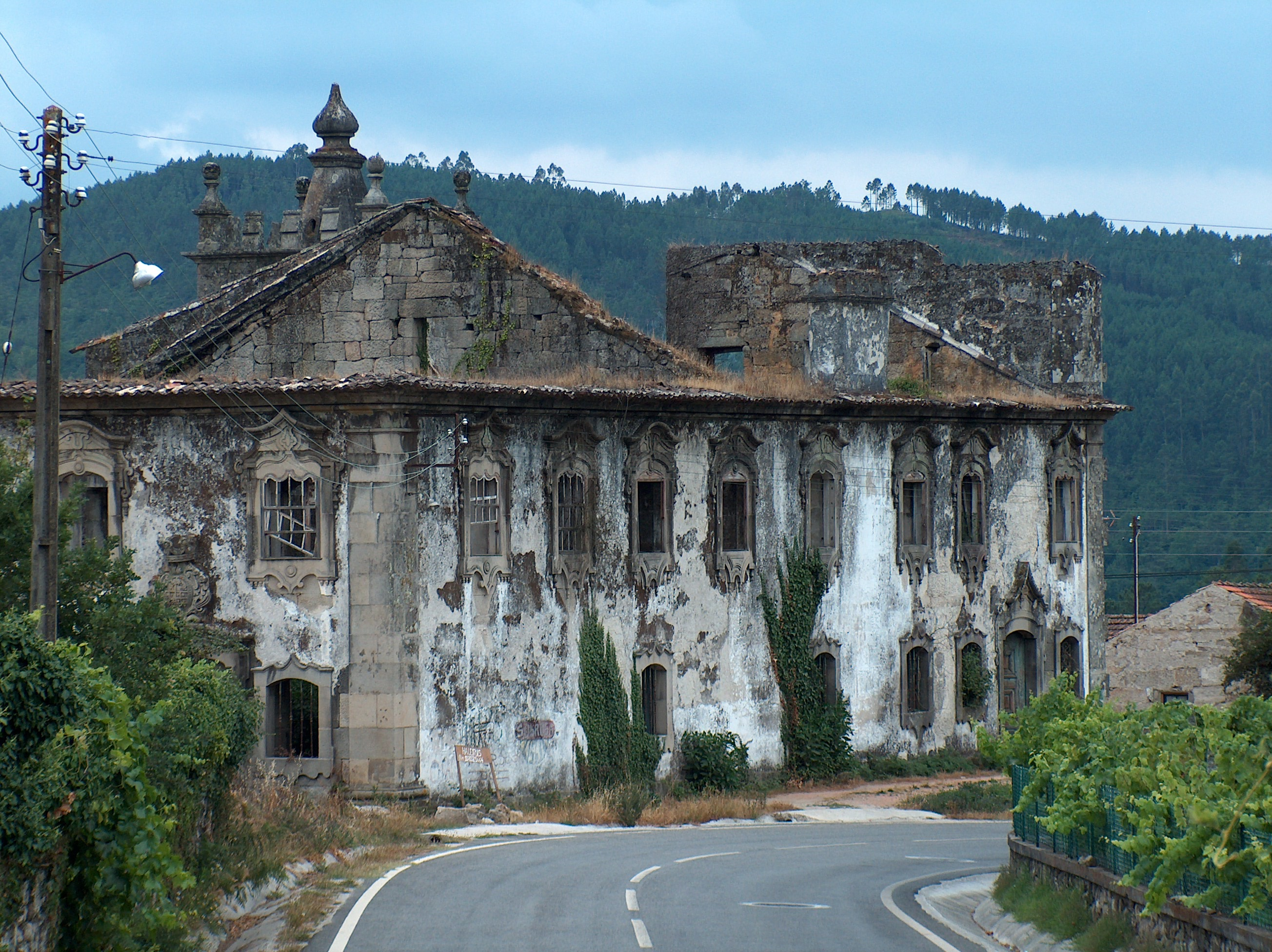
Vista geral do Solar dos Malafayas em Santa Cruz da Trapa

O Solar dos Malafaias, ou Solar da Gralheira como também é conhecido, situa-se  em Santa Cruz da Trapa, na atual freguesia de Santa Cruz da Trapa e São Cristóvão de Lafões, no município de São Pedro do Sul, em Portugal
Este solar, de planta rectangular, foi construído na segunda metade do século XVIII e teve como último proprietário Joaquim Telles de Malafaya Freyre d' Almeida Mascarenhas, que desgostoso com a construção de uma estrada mesmo junto ao solar , resolveu mudar-se para um outro que mandou edificar na região de Serrazes. Esse novo solar é conhecido, como o primeiro,  por Solar dos Malafayas ou também por Casa das Quintãs.
O Solar da Gralheira, encontra-se em ruínas há dezenas de anos, embora já tenham sido feitos projectos para a sua recuperação.
Destaca-se na sua fachada, sobre a porta principal, o brasão dos Malafayas.
A traça deste solar parece ter sido desenhada pelo arquitecto Nicolau Nasoni, embora não haja provas desse facto.
Este solar esteve em vias de classificação mas o processo de classificação foi encerrado sem qualquer efeito.